# Рамсарска конвенција
Рамсарска конвенција је конвенција о мочварама међународне важности као хабитатима водених птица. Потписана је 2. фебруара 1971. године у иранском граду Рамсару. Представља споразум националних влада који упоставља међународну сарадњу при заштити мочвара, њихових функција и биолошке разноврсности. Такође има за циљ да подигне свест о вредности мочвара за човечанство и планету. Дан усвајања конвенције проглашен је Међународним даном заштите мочвара и први пут је обележен 1997. године. Рамсарска конвенција данас укључује 163 држава, заштићено је 2062 мочвара и мочварних подручја чија укупна површина прекрива 197.258.541 хектара.
Од оснивања конвенције представници уговорних страна се састају на сваке три године како би координисали рад, предлагали нова подручја за заштиту и како би потписници подносили извештаје о активностима.
Канцеларије и секретаријат се налазе у седишту Међународне уније за заштиту природе у Гланду, Швајцарска.

## Заштићена рамсарска подручја у Србији
- Горње Подунавље
- Ковиљско–петроварадински рит
- Лабудово окно
- Лудошко језеро
- Обедска бара
- Пештерско поље
- Слано Копово
- Стари Бегеј – Царска бара
- Власина
- Засавица
- Ђердапско језеро

## Заштићена рамсарска подручја у Босни и Херцеговини
- Бардача, Република Српска
- Хутово блато
- Ливањско поље

## Заштићена рамсарска подручја у Црној Гори
- Улцињска солана
- Тиватска солила
- Скадарско језеро